# Sauveterre-Saint-Denis
Pour les articles homonymes, voir Sauveterre.
Sauveterre-Saint-Denis est une commune du Sud-Ouest de la France, située dans le département de Lot-et-Garonne (région Nouvelle-Aquitaine).

## Géographie

### Localisation
Commune de l'aire d'attraction d'Agen située sur la Garonne au sud-est d'Agen.

### Communes limitrophes
Les communes limitrophes sont Lafox, Boé, Caudecoste, Layrac et Saint-Jean-de-Thurac.
|                          | Lafox                  | Saint-Jean-de-Thurac |
| Boé (par un quadripoint) | Sauveterre-Saint-Denis | Caudecoste           |
| Layrac                   |                        |                      |

### Hydrographie
La Garonne, l'Estressol et le Ruisseau de Gudech sont les principaux cours d'eau traversant la commune.

### Climat
Pour des articles plus généraux, voir Climat de la Nouvelle-Aquitaine et Climat de Lot-et-Garonne.
Historiquement, la commune est exposée à un climat océanique aquitain.  
En 2020, Météo-France publie une typologie des climats de la France métropolitaine dans laquelle la commune est exposée à un climat océanique altéré et est dans la région climatique Aquitaine, Gascogne, caractérisée par une pluviométrie abondante au printemps, modérée en automne, un faible ensoleillement au printemps, un été chaud (19,5 °C), des vents faibles, des brouillards fréquents en automne et en hiver et des orages fréquents en été (15 à 20 jours).
Pour la période 1971-2000, la température annuelle moyenne est de 13,6 °C, avec une amplitude thermique annuelle de 15,3 °C. Le cumul annuel moyen de précipitations est de 787 mm, avec 9,7 jours de précipitations en janvier et 6,4 jours en juillet. Pour la période 1991-2020, la température moyenne annuelle observée sur la station météorologique la plus proche, située sur la commune d'Estillac à 11 km à vol d'oiseau, est de 13,8 °C et le cumul annuel moyen de précipitations est de 708,2 mm,. Pour l'avenir, les paramètres climatiques de la commune estimés pour 2050 selon différents scénarios d’émission de gaz à effet de serre sont consultables sur un site dédié publié par Météo-France en novembre 2022.

## Urbanisme

### Typologie
Au 1er janvier 2024, Sauveterre-Saint-Denis est catégorisée commune rurale à habitat dispersé, selon la nouvelle grille communale de densité à sept niveaux définie par l'Insee en 2022.
Elle est située hors unité urbaine. Par ailleurs la commune fait partie de l'aire d'attraction d'Agen, dont elle est une commune de la couronne,. Cette aire, qui regroupe 81 communes, est catégorisée dans les aires de 50 000 à moins de 200 000 habitants,.

### Occupation des sols

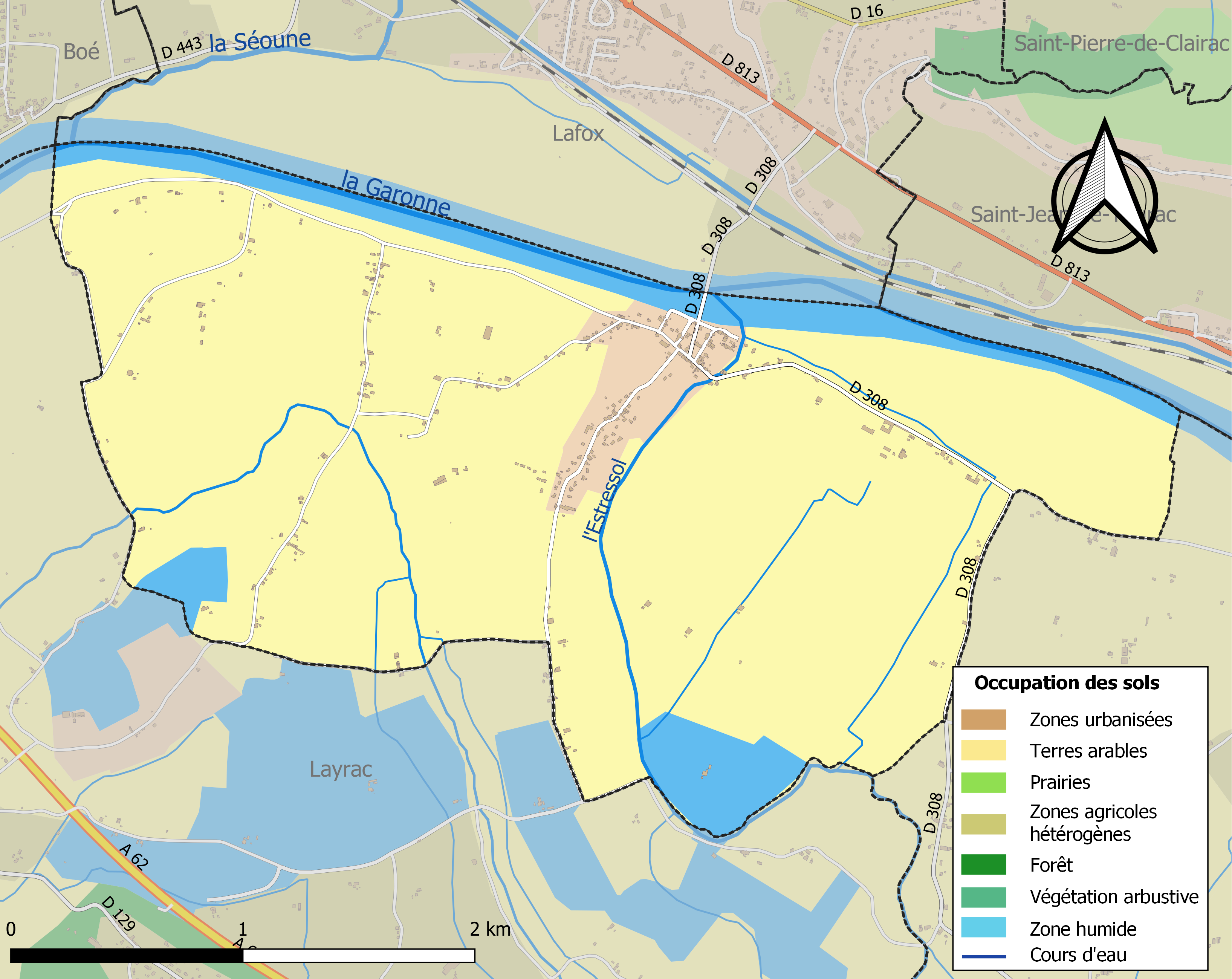
Carte des infrastructures et de l'occupation des sols de la commune en 2018 (CLC).

L'occupation des sols de la commune, telle qu'elle ressort de la base de données européenne d’occupation biophysique des sols Corine Land Cover (CLC), est marquée par l'importance des territoires agricoles (87,3 % en 2018), en diminution par rapport à 1990 (94,3 %). La répartition détaillée en 2018 est la suivante : 
terres arables (87,3 %), eaux continentales (8,4 %), zones urbanisées (4,3 %). L'évolution de l’occupation des sols de la commune et de ses infrastructures peut être observée sur les différentes représentations cartographiques du territoire : la carte de Cassini (XVIIIe siècle), la carte d'état-major (1820-1866) et les cartes ou photos aériennes de l'IGN pour la période actuelle (1950 à aujourd'hui).

### Risques majeurs
Le territoire de la commune de Sauveterre-Saint-Denis est vulnérable à différents aléas naturels : météorologiques (tempête, orage, neige, grand froid, canicule ou sécheresse), inondations, mouvements de terrains et séisme (sismicité très faible). Il est également exposé à deux risques technologiques,  le transport de matières dangereuses et le risque nucléaire. Un site publié par le BRGM permet d'évaluer simplement et rapidement les risques d'un bien localisé soit par son adresse soit par le numéro de sa parcelle.

#### Risques naturels
La commune fait partie du territoire à risques importants d'inondation (TRI) d’Agen, regroupant 20 communes concernées par un risque de débordement de la Garonne, un des 18 TRI qui ont été arrêtés fin 2012 sur le bassin Adour-Garonne. Les événements antérieurs à 2014 les plus significatifs sont les crues de 1435, 1875, 1930, 1712, 1770 et 1952. Des cartes des surfaces inondables ont été établies pour trois scénarios : fréquent (crue de temps de retour de 10 ans à 30 ans), moyen (temps de retour de 100 ans à 300 ans) et extrême (temps de retour de l'ordre de 1 000 ans, qui met en défaut tout système de protection). La commune a été reconnue en état de catastrophe naturelle au titre des dommages causés par les inondations et coulées de boue survenues en 1982, 1999 et 2009,.
Les mouvements de terrains susceptibles de se produire sur la commune sont des glissements de terrain.

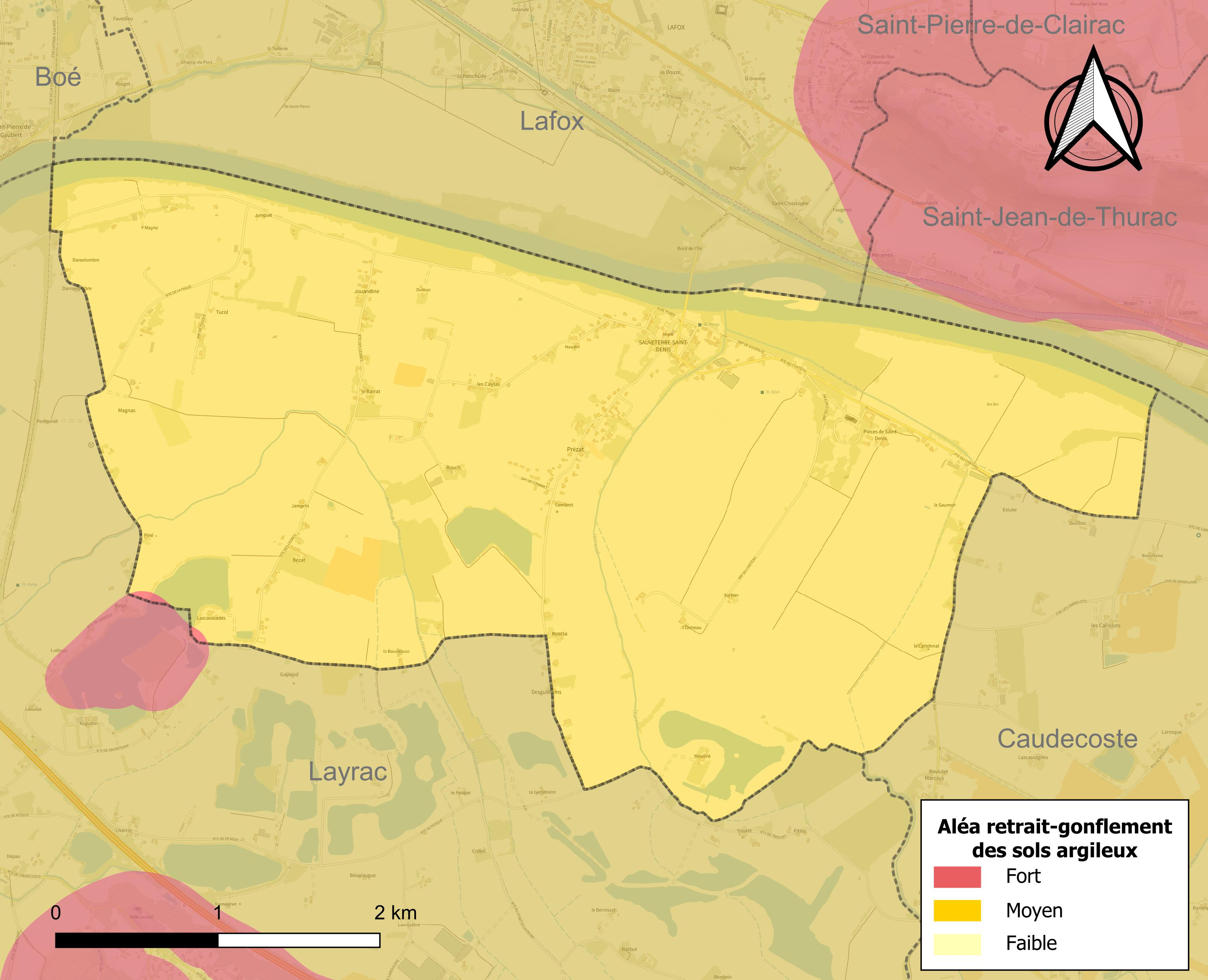
Carte des zones d'aléa retrait-gonflement des sols argileux de Sauveterre-Saint-Denis.

Le retrait-gonflement des sols argileux est susceptible d'engendrer des dommages importants aux bâtiments en cas d’alternance de périodes de sécheresse et de pluie. La totalité de la commune est en aléa moyen ou fort (91,8 % au niveau départemental et 48,5 % au niveau national). Depuis le 1er octobre 2020, en application de la loi ELAN, différentes contraintes s'imposent aux vendeurs, maîtres d'ouvrages ou constructeurs de biens situés dans une zone classée en aléa moyen ou fort,.
Concernant les mouvements de terrains, la commune a été reconnue en état de catastrophe naturelle au titre des dommages causés par des mouvements de terrain en 1999.

#### Risque technologique
La commune étant située dans le périmètre du plan particulier d'intervention (PPI) de 20 km autour de la centrale nucléaire de Golfech, elle est exposée au risque nucléaire. En cas d'accident nucléaire, une alerte est donnée par différents médias (sirène, sms, radio, véhicules). Dès l'alerte, les personnes habitant dans le périmètre de 2 km se mettent à l'abri. Les personnes habitant dans le périmètre de 20 km peuvent être amenées, sur ordre du préfet, à évacuer et ingérer des comprimés d’iode stable,,.

## Histoire
Le 7 février 1762, dame Marie Catherine de Becquey, veuve de Dominique de Bastard, chevalier, seigneur de Saint-Denis-sur-Garonne, des Iles-Chrétiennes et du Bosq, grand-maître des eaux et forêts de France, est inhumée sous son banc dans l'église de Sauveterre-Saint-Denis par le père Soureil, en présence de Bernard Merle et de Martin Pouyaut, laboureurs.
Son fils, Jean de Bastard-Saint-Denis, capitaine dans le régiment de Guyenne infanterie et chevalier de l'Ordre de Saint-Louis, est également inhumé dans l'église le 23 février 1767.
Entre le 4 et le 5 novembre 1770, des pluies abondantes et la fonte des neiges provoquent une crue importante de la Garonne. Plusieurs maisons du village furent dévastées, la récolte détruite, et beaucoup de bêtes moururent. L'église de Saint-Denis fut remplie de quatre pieds d'eau. Le Château Saint-Denis fut démoli et reconstruit plus haut sur le domaine de Saint-Denis à l'abri des crues du fleuve.

## Politique et administration

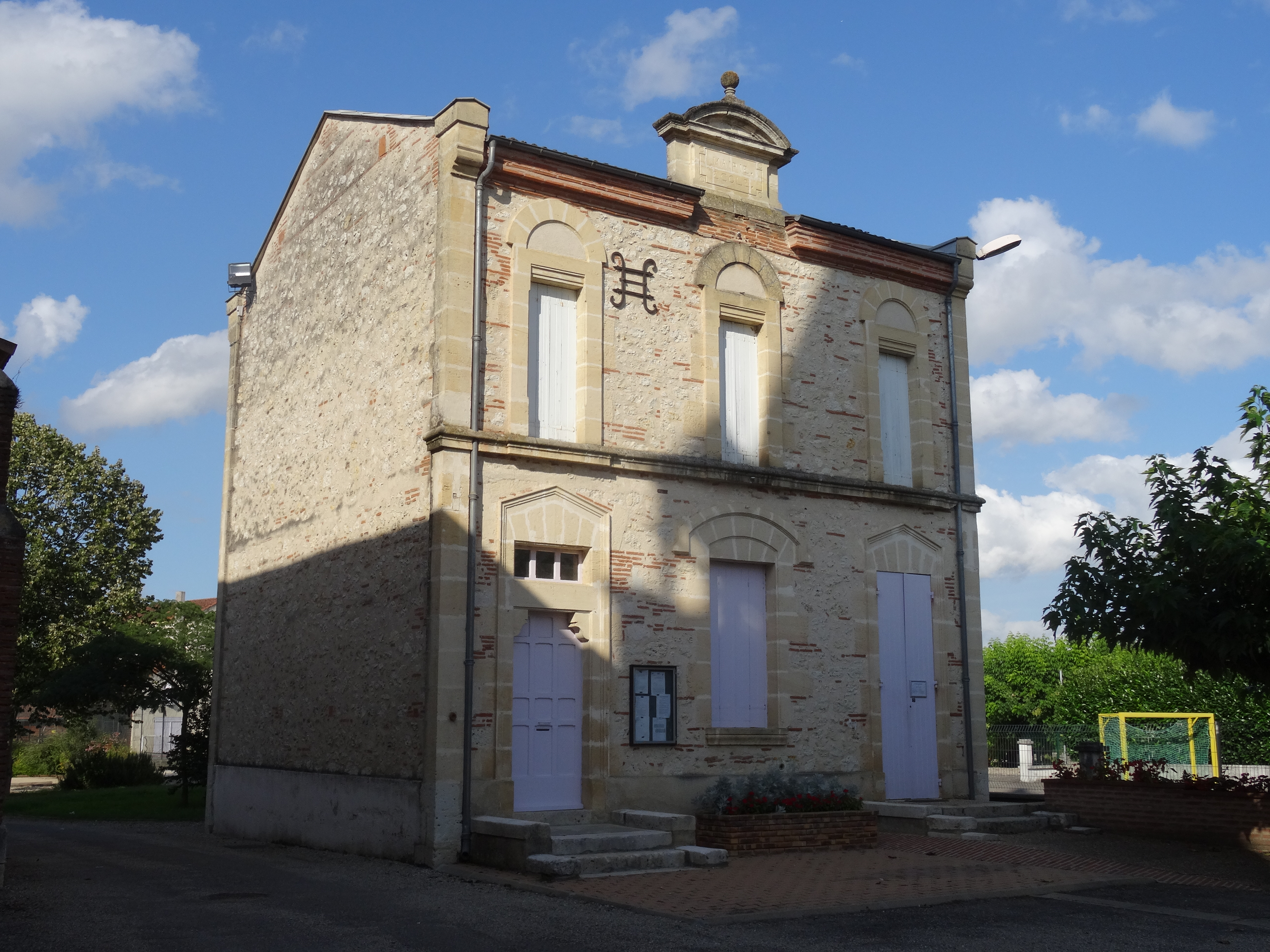
La mairie.

| Période                                  | Période      | Identité             | Étiquette | Qualité             |
| ---------------------------------------- | ------------ | -------------------- | --------- | ------------------- |
| mars 1965                                | mars 1977    | Dominique de Bastard |           |                     |
| mars 1977                                | mars 2001    | Edmond Turron        |           |                     |
| mars 2001                                | février 2013 | René Balaguer        |           |                     |
| avril 2013                               | mars 2014    | Claude Jeantet       |           |                     |
| mars 2014                                | En cours     | Max Laborie          | SE        | Assistant technique |
| Les données manquantes sont à compléter. |              |                      |           |                     |

## Population et société

### Démographie
L'évolution du nombre d'habitants est connue à travers les recensements de la population effectués dans la commune depuis 1800. Pour les communes de moins de 10 000 habitants, une enquête de recensement portant sur toute la population est réalisée tous les cinq ans, les populations de référence des années intermédiaires étant quant à elles estimées par interpolation ou extrapolation. Pour la commune, le premier recensement exhaustif entrant dans le cadre du nouveau dispositif a été réalisé en 2007.

En 2022, la commune comptait 385 habitants, en évolution de −5,17 % par rapport à 2016 (Lot-et-Garonne : −0,18 %, France hors Mayotte : +2,11 %).
| 1800 | 1806 | 1821 | 1831 | 1836 | 1841 | 1846 | 1851 | 1856 |
| ---- | ---- | ---- | ---- | ---- | ---- | ---- | ---- | ---- |
| 656  | 712  | 736  | 717  | 671  | 679  | 661  | 632  | 620  |

| 1861 | 1866 | 1872 | 1876 | 1881 | 1886 | 1891 | 1896 | 1901 |
| ---- | ---- | ---- | ---- | ---- | ---- | ---- | ---- | ---- |
| 609  | 613  | 527  | 556  | 544  | 573  | 550  | 577  | 533  |

| 1906 | 1911 | 1921 | 1926 | 1931 | 1936 | 1946 | 1954 | 1962 |
| ---- | ---- | ---- | ---- | ---- | ---- | ---- | ---- | ---- |
| 562  | 513  | 451  | 448  | 447  | 441  | 475  | 494  | 470  |

| 1968 | 1975 | 1982 | 1990 | 1999 | 2006 | 2007 | 2012 | 2017 |
| ---- | ---- | ---- | ---- | ---- | ---- | ---- | ---- | ---- |
| 441  | 422  | 396  | 425  | 421  | 445  | 448  | 437  | 387  |

| 2022 | - | - | - | - | - | - | - | - |
| ---- | - | - | - | - | - | - | - | - |
| 385  | - | - | - | - | - | - | - | - |

### Enseignement

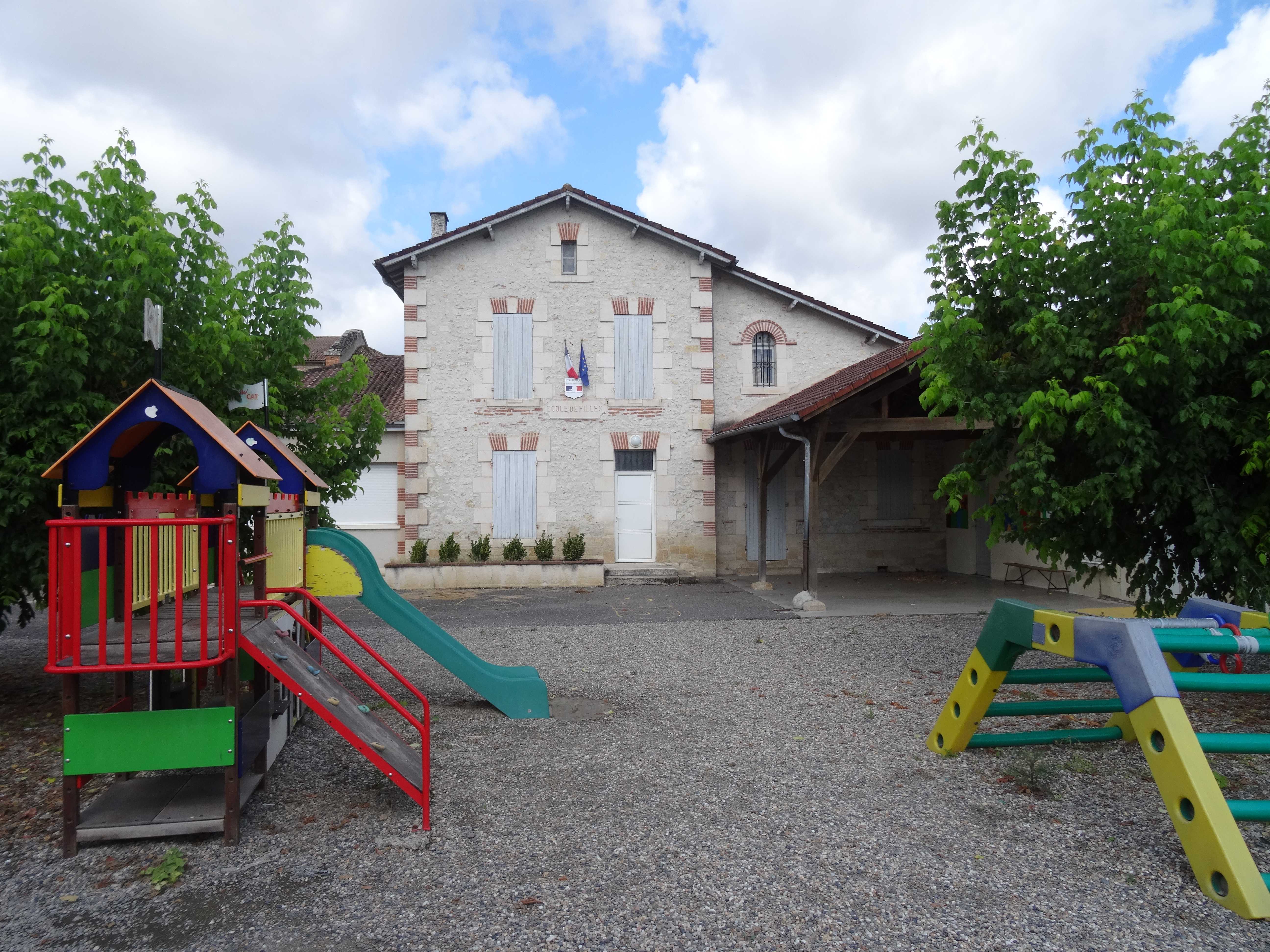
L'école primaire publique.

Sauveterre-Saint-Denis dispose d'une école primaire publique. Elle fait partie d'un Regroupement pédagogique intercommunal avec les communes voisines de Saint-Sixte et Saint-Nicolas.

### Jumelages
- Solgne (France) Jumelée à la commune de Solgne (Moselle) en 1990, au même titre que la commune d’Astaffort, Sauveterre-Saint-Denis scelle le souvenir d’une période cruelle vécue avec ses amis Lorrains sous l’Occupation.

## Lieux et monuments

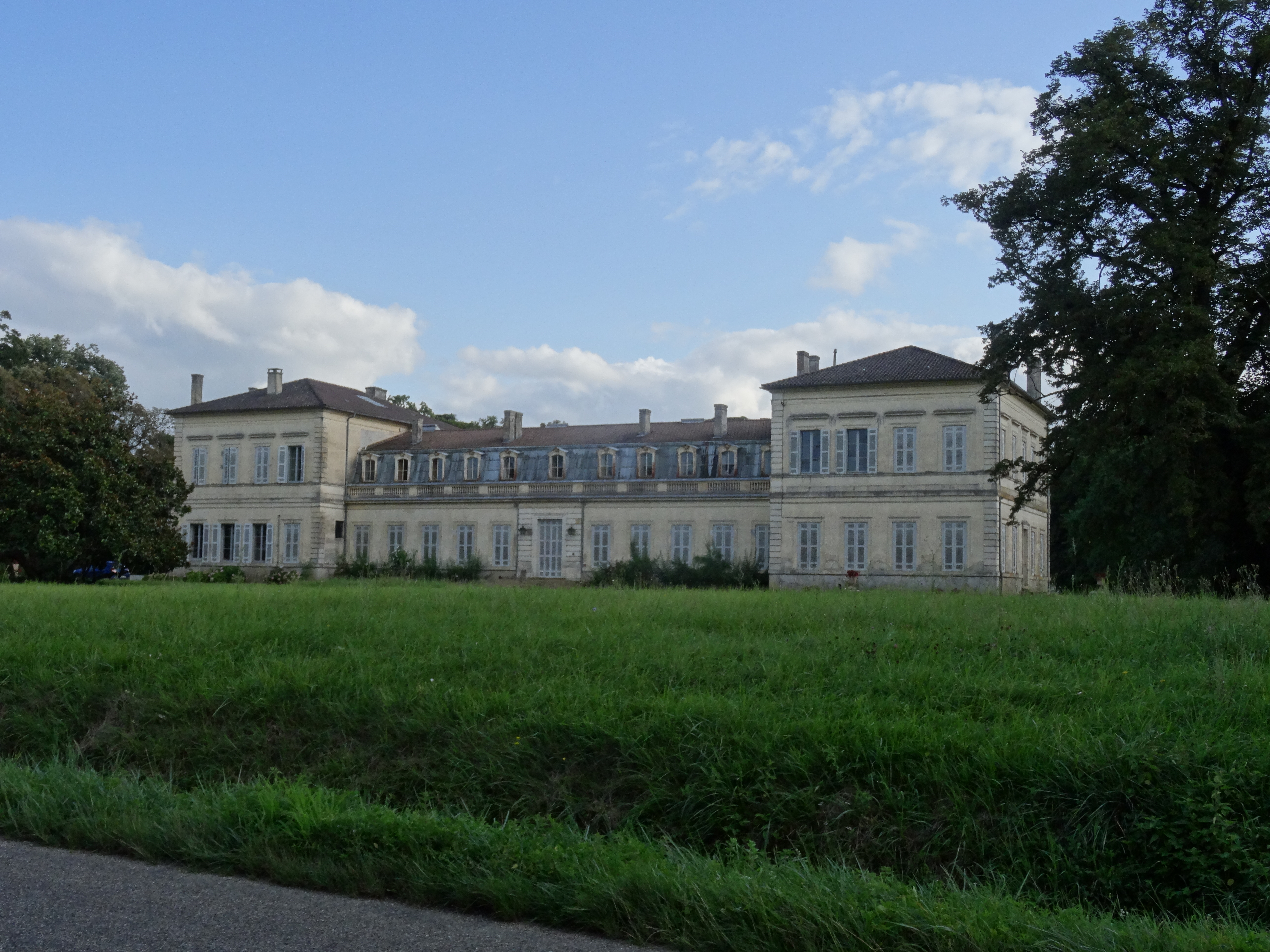
Le château de Saint-Denis, façade Nord, depuis la RD 308.

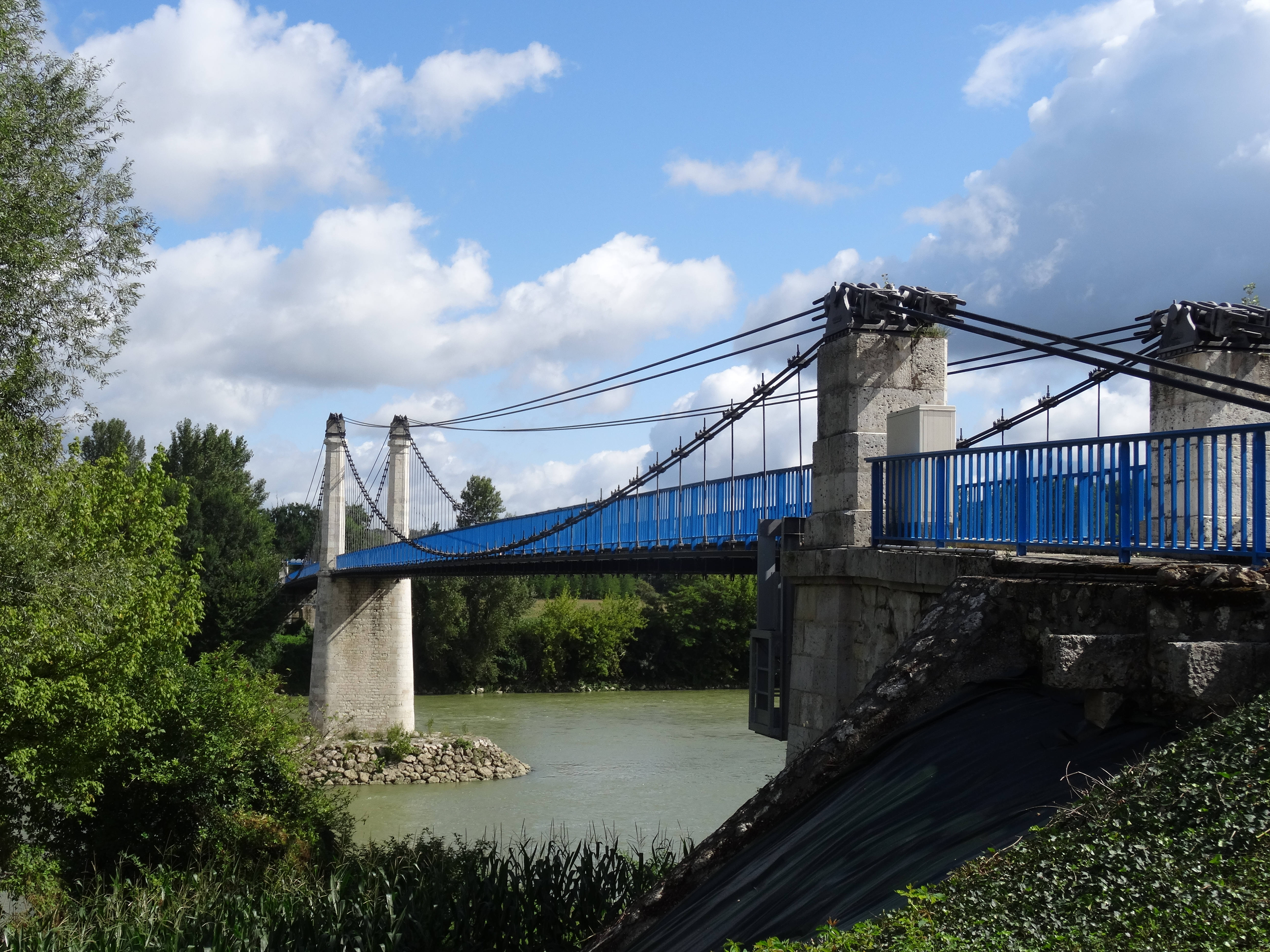
Le pont suspendu depuis la rive gauche (côté village).

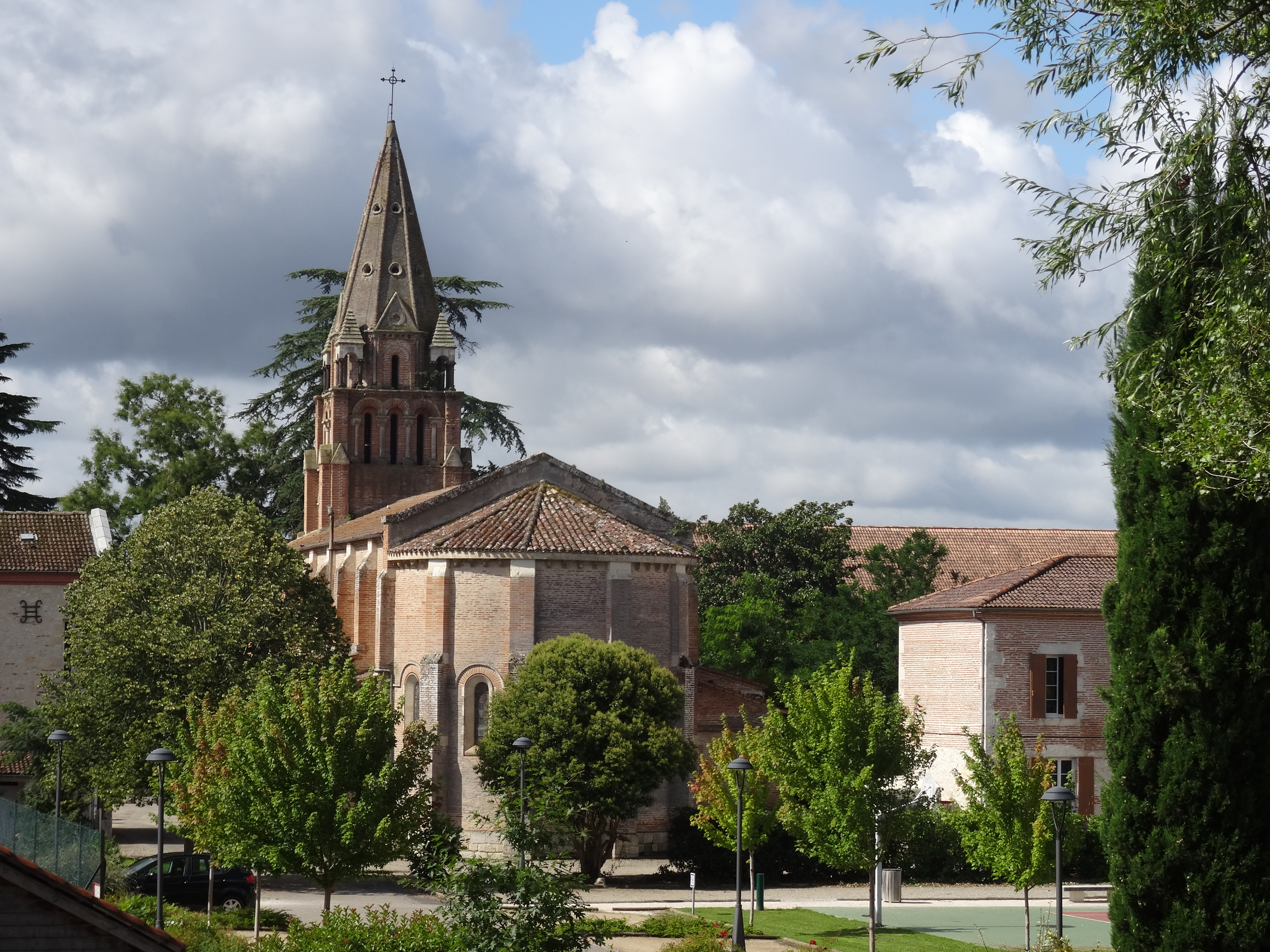
L'église Sainte-Catherine.

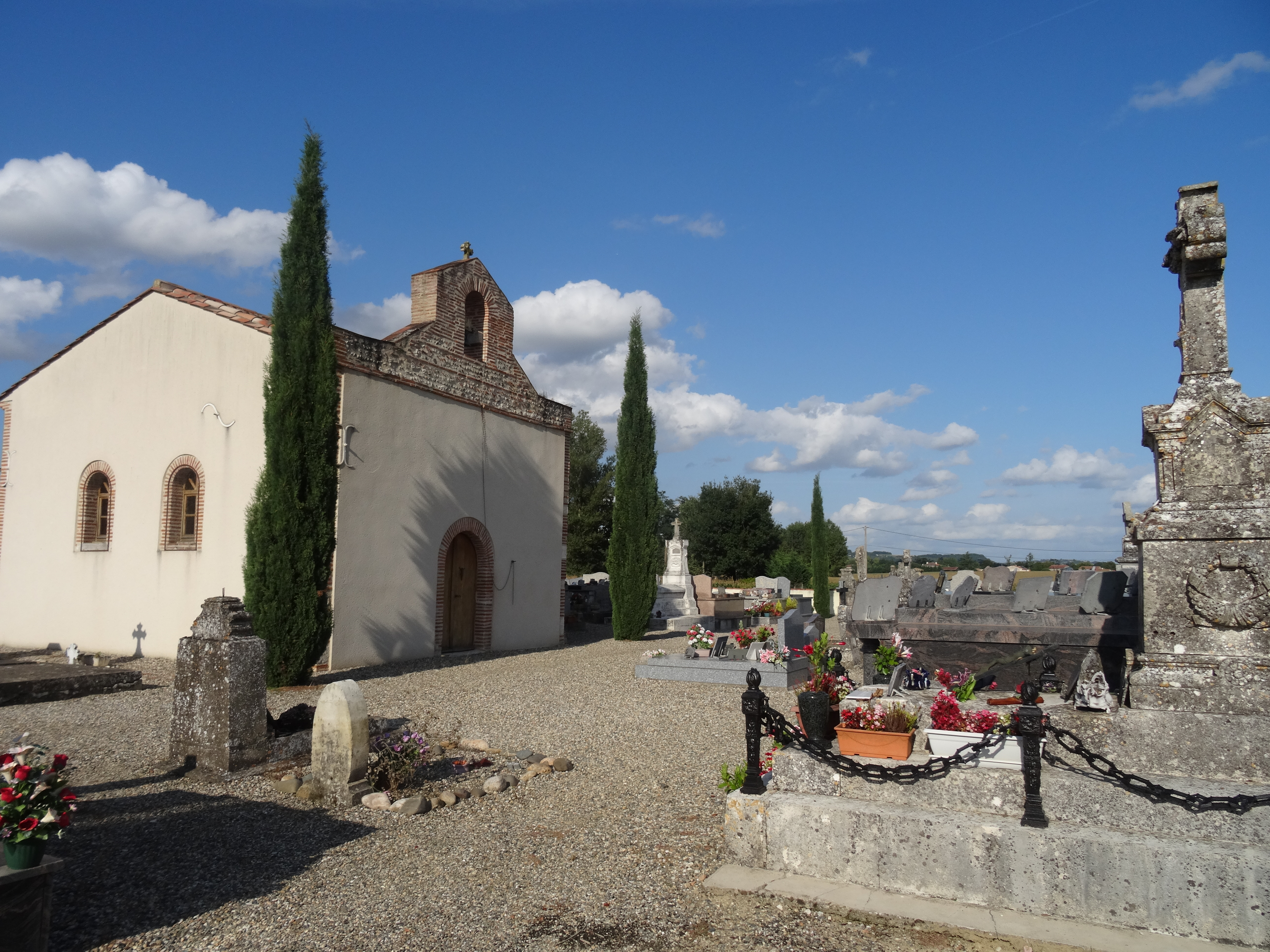
La chapelle de Gudech.

- Le château de Saint-Denis : Le château de Saint-Denis, dans sa forme actuelle, est une chartreuse édifiée au cours du XIXe siècle. Elle s'inspire très précisément d'une précédente chartreuse du XVIIIe siècle, ayant dû être abandonnée par ses occupants. Cette dernière se situait en effet à quelques dizaines de mètres du site actuel, mais à un niveau plus bas, ce qui la rendait vulnérable aux crues de la Garonne toute proche. Le bâtiment se présente sous la forme d’un corps de logis central à un niveau couvert par une toiture à la Mansart, percée de mansardes, encadré par deux pavillons à deux niveaux. Les communs, qui comprennent une orangerie, sont organisés sur une cour en U ouverte à l’ouest. Ils sont antérieurs à la reconstruction du château. Le parc se développe principalement au sud-ouest du château, mais il comprend une pelouse dégagée au nord et il s’étire à l’ouest vers le village sous forme d’un triangle. C’est dans cet angle nord-ouest, en bord de route que se trouve l’entrée principale, soulignée par une demi-lune de bornes en pierre qui encadre l’extrémité d’une allée courbe[32]. Le domaine de Saint Denis appartient à la famille de Bastard, originaire du comté Nantais, qui s'établit dès le XVe siècle en Gascogne, près de Fleurance. La Ségneurie Saint Denis fut acquise par Dominique de Bastard en 1667[33].
- Le pont suspendu : Le pont suspendu de Sauveterre-Saint-Denis a été construit en 1845. Franchissant la Garonne via la D 308, il est situé en amont d'Agen entre le pont de Layrac (D 17) et le pont de Saint-Nicolas - Saint-Romain (D 114). Cet ouvrage est constitué de deux travées indépendantes de 98,70 m de portée chacune, une pile en rivière, une chaussée de 2,35 m de largeur, deux trottoirs de 1,15 m. Le tout est fait en platelage bois et l'ouvrage est limité à 3,5 tonnes et à 2,90 m en hauteur. D'avril 2011 à mars 2012, le pont a fait l'objet d'une réfection à neuf. Ainsi rénové, il a été inauguré le 30 juin 2012[34].
- L'église Sainte-Catherine : L’église Sainte-Catherine s’élève, imposante, et se remarque particulièrement par son clocher à l’allure originale. C'est un ensemble néo-byzantin du XIXe siècle. L’église fut confirmée et consacrée le 5 octobre 1873 par l’évêque d’Agen. À l’intérieur les fresques de la demi-coupole représentent le « Christ assis sur son trône » entouré des quatre évangélistes. Ces fresques pourraient être l’œuvre du peintre Jean Louis Bezard qui a réalisé les fresques de la cathédrale d’Agen. L’édifice est intéressant pour son clocher-porche carré se déployant sur plusieurs niveaux dont la taille s’amenuise. Ceux-ci sont percés d’arcades de plein cintre reposant sur des colonnettes ornées de chapiteaux sculptés de motifs végétaux. La commune fait partie de la paroisse Saints-Pierre-et-Paul en Brulhois (Layrac).
- Église des Caylas.
- La chapelle de Gudech : La chapelle de Gudech se trouve dans l'enceinte du cimetière de Sauveterre-Saint-Denis lui-même situé à 1 km au sud-ouest du cœur du village.

## Personnalités liées à la commune
- Édouard de Bastard de Saint-Denis (1797-1868), député français y est mort. L'histoire de famille de Bastard liée à celle de la commune[33],[35].

### Galerie de photos

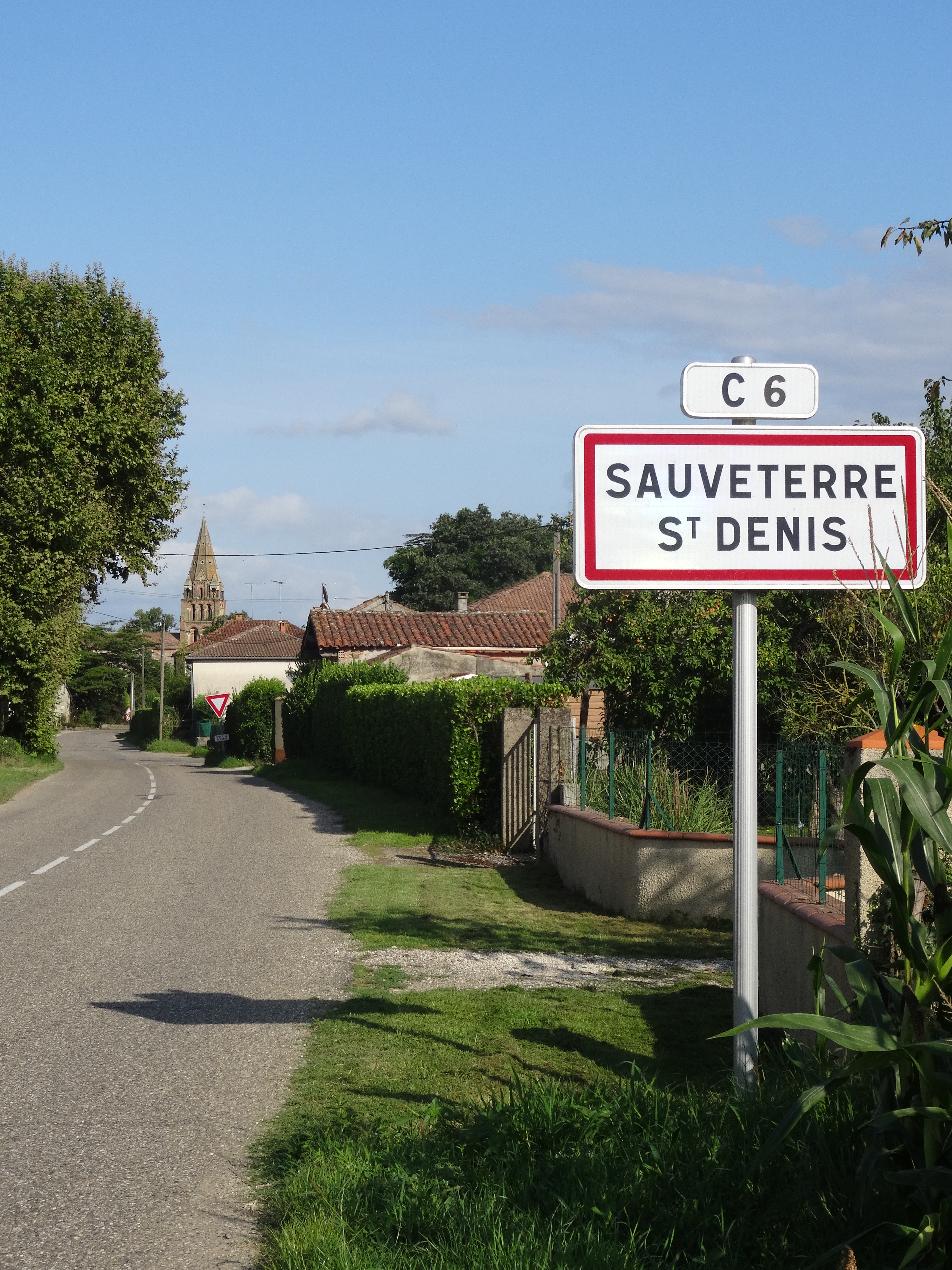
L'entrée ouest du village depuis le V.C. no 6.
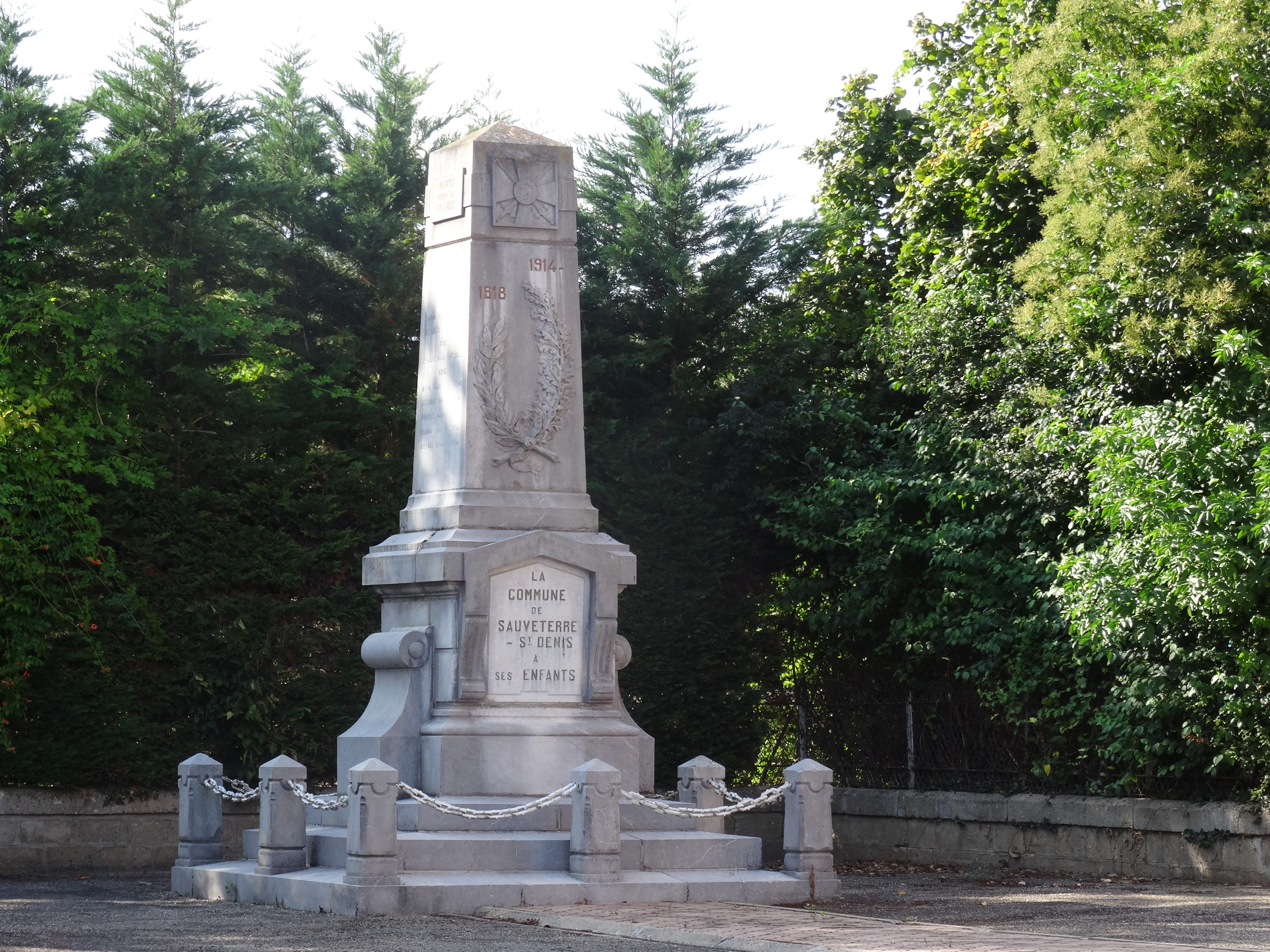
Le monument aux morts, place du 19-Mars-1962.
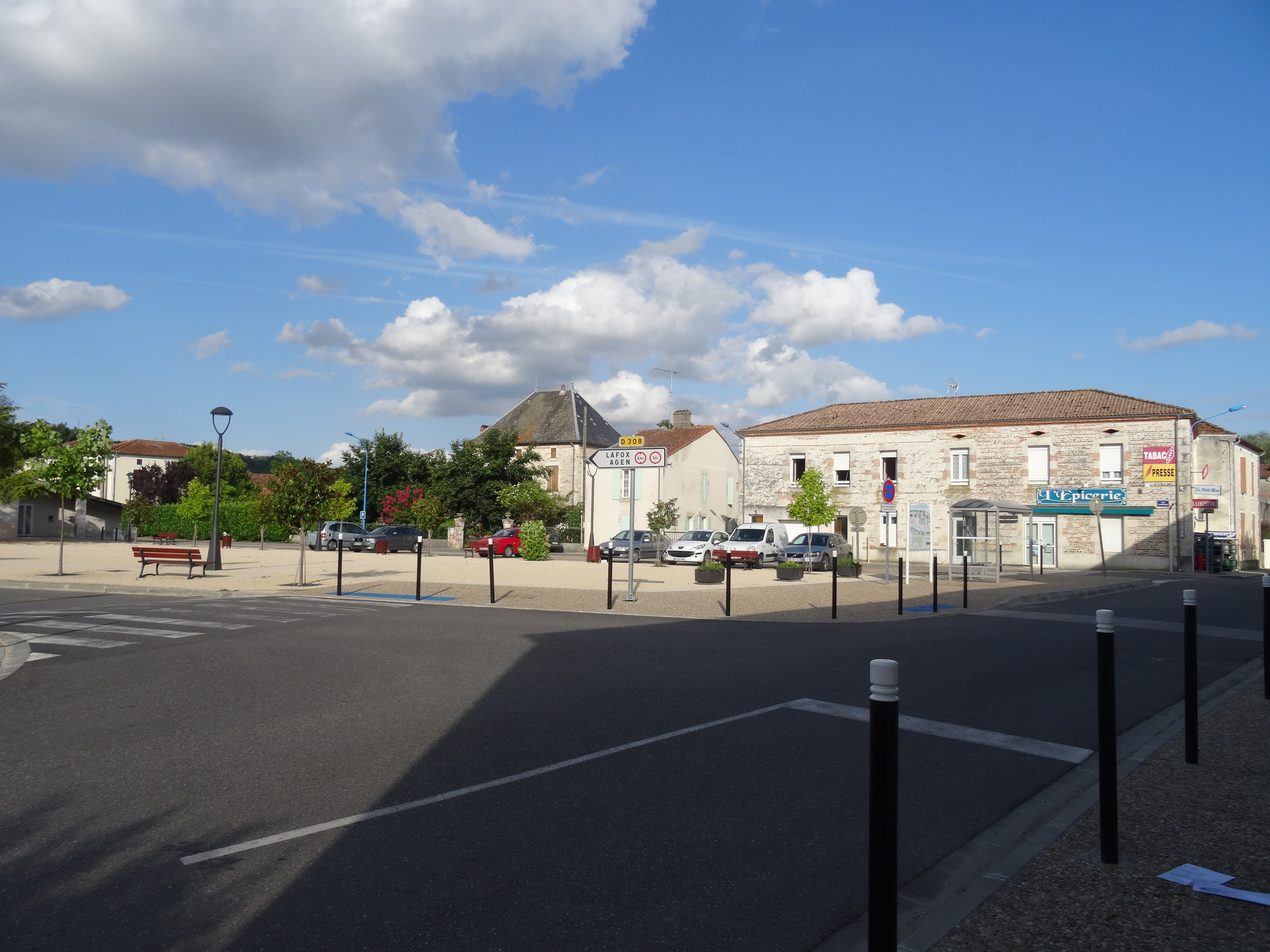
La place de Solgne.